# Amphibolurus norrisi
Espèce
Statut de conservation UICN

 LC  : Préoccupation mineure
Amphibolurus norrisi est une espèce de sauriens de la famille des Agamidae.

## Répartition
Cette espèce est endémique d'Australie. Elle se rencontre dans les États d'Australie-Occidentale, d'Australie-Méridionale et du Victoria.

## Description
Amphibolurus norrisi mesure environ 115 mm, queue non comprise ; les femelles étant plus grandes que les mâles. Son dos est gris à brun et présente de larges motifs en forme de losanges le long du corps. Une rayure sombre s'étend de la gueule à l'oreille en traversant l’œil. Sa gueule est surlignée de jaune. Sa queue est rayée.

## Étymologie
Cette espèce est nommée en l'honneur de Kenneth Charles Norris.

## Publication originale
- Witten & Coventry, 1984 : A new lizard of the genus Amphibolurus (Agamidae) from southern Australia. Royal Society of Victoria Proceedings, vol. 96, no 3, p. 155-159.